# フォレスト・スパルソ
フォレスト・スパルソ（伊: Foresto Sparso  ( 音声ファイル)）は、イタリア共和国ロンバルディア州ベルガモ県にある、人口約3,100人の基礎自治体（コムーネ）。

## 地理

### 位置・広がり
ベルガモ県東部のコムーネ。県都ベルガモから東へ18km、ブレシアから北西へ29km、州都ミラノから東北東へ62kmの距離にある。

#### 隣接コムーネ
隣接するコムーネは以下の通り。
- アドラーラ・サン・マルティーノ
- ベルツォ・サン・フェルモ
- エントラーティコ
- ヴィッロンゴ
- ザンドッビオ

### 地震分類
イタリアの地震リスク階級 (it) では、3 に分類される
。

## 行政

### 山岳部共同体
広域行政組織である山岳部共同体「ラーギ・ベルガマスキ山岳部共同体」  (it:Comunità montana dei Laghi Bergamaschi)  （事務所所在地：ローヴェレ）を構成するコムーネである。

### 分離集落
フォレスト・スパルソには、以下の分離集落（フラツィオーネ）がある。
- Chiesa (sede comunale), Franzi, San Michele, Vallunga, Tremellini, Gafforelli